# Ralf Viksten
Ralph Magnus Viksten, detto Ralf (Tallinn, 3 dicembre 1912 – Toronto, 27 dicembre 1997), è stato un cestista estone.

## Carriera
Con l'Estonia ha disputato due edizioni dei Campionati europei (1937, 1939).